# 楓葉園
楓葉園（英語：Maple Leaf Gardens）是加拿大安大略省多倫多市中心一座歷史性建築物，坐落該市卡爾頓街夾教堂街的西北角。該建築原為舉辦冰球賽事而設，後來則改建作其他用途。現時楓葉園為一座多用途建築，較低樓層供羅布勞公司（Loblaws）作零售用途，頂層則為懷雅遜大學的室内體育館，名為馬塔米體育中心（Mattamy Athletic Centre）。
楓葉園從1931年至1999年為國家冰球聯盟（NHL）多倫多楓葉的主場館，期間楓葉隊曾11度贏取史丹利盃。場館於1934年舉行NHL首場非正式明星賽，而首場正式NHL明星賽則於1947年在此舉行。此外，場館亦於1972年舉行巔峰大賽的第二場賽事，加拿大隊以比數4–1擊敗蘇聯隊。綜合多項因素，楓葉園廣被視為冰球運動的殿堂之一。
除了NHL楓葉隊外，多支球隊亦曾以楓葉園作主場館，包括美國籃球協會（BAA）的多倫多哈士奇、安大略冰球聯盟（OHL）的多倫多萬寶路、世界冰球協會（WHA）的多倫多多羅、北美足球聯盟（NASL）的多倫多暴雪、國家職業足球聯盟（NPSL）的多倫多隕星、以及國家袋棍球聯盟（NLL）的多倫多岩石。NBA洛杉磯快艇的前身水牛城勇士曾於1971-75年間在楓葉園進行16場常規賽，而多倫多速龍則於1997-99年間在楓葉園進行6場比賽。
楓葉園亦曾舉辦多場音樂會，當中於1957年4月2日舉行的演唱會為貓王罕有在美國以外登台的場合。
多倫多市政府於1991年依《安大略文化遺產法》將楓葉園列為市級歷史建築，而楓葉園亦於2007年列為加拿大國家歷史遺址。

## 歷史

### 工程

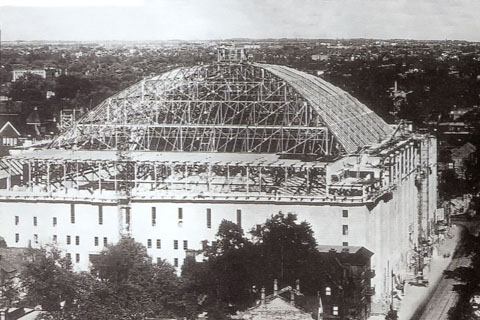
楓葉園屋頂工程進行中（攝於1931年）

楓葉隊的主場館原為互惠街體育館（Mutual Street Arena）。該場館於1912年落成，可容納7500名觀眾。到了1930年，楓葉隊常務董事史邁夫（Conn Smythe）認為該場館太小，並希望興建一座較壯觀宏偉的體育館。楓葉隊考慮過不同地點後，終決定以35萬加元從伊頓公司購入一幅位於卡爾頓街夾教堂街西北角的土地，並委託羅斯與麥當勞建築事務所（Ross and Macdonald）設計一座可容納12,473個座位（連企位可容納14,550人）的室内體育館。
史邁夫成立了楓葉園有限公司（Maple Leaf Gardens Limited，MLGL），並以每股10元招股為項目工程集資，股東每購五張優先股可獲一張普通股。隊方一開始已計劃在楓葉園舉行不同活動，並聘請《多倫多星報》體育編輯休伊特（W. A. Hewitt）作楓葉園的總經理，監督職業冰球賽事以外的其他活動。休伊特的兒子福斯特（Foster Hewitt）則主管場館的電台廣播設施。
項目工程合約由湯臣兄弟建築公司以99萬元投得。為了節省成本，楓葉園有限公司與建築工人工會達成協議，以公司股票換取工人減低薪酬。場館於1931年6月1日動工，只需5個半月便完工，耗資150萬元興建。

### 史邁夫時期：1931年–1960年

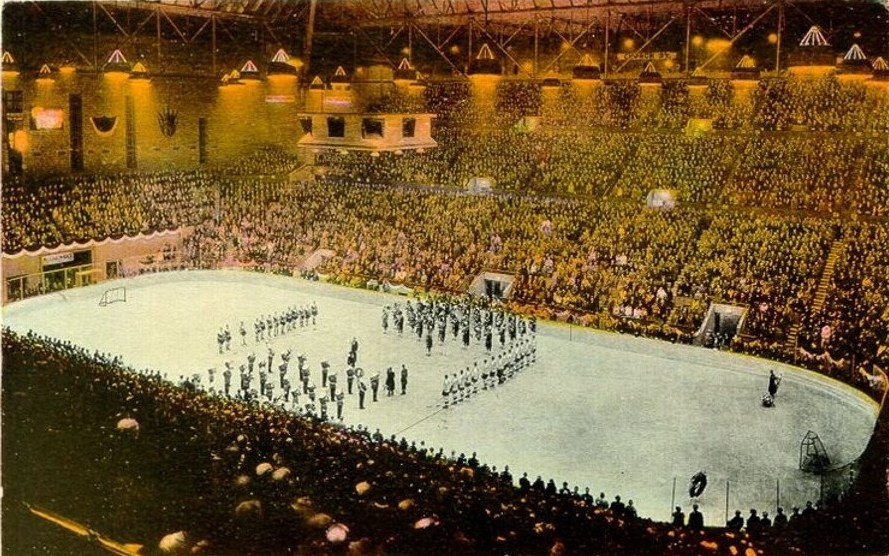
楓葉園開幕當晚情形

楓葉園於1931年11月12日開幕，當晚楓葉隊在13,542名觀眾前以1-2敗於芝加哥黑鷹。場館的首場職業摔角賽則於同月19日舉行，吸引15,800人入場觀看。美國籃球協會（Basketball Association of America）成立後首場賽事則於1946年11月1日在此舉行，由主隊多倫多哈士奇迎戰紐約人。哈士奇隊於1947年3月28日在楓葉園進行最後一場賽事後不久便解散。
在多倫多股票經紀嘉甸拿（Percy Gardiner）借貸支持下，史邁夫與其他董事角力後於1947年成為楓葉園有限公司的多數東主；他於1960年完滿償還該筆債務。
大都會歌劇團（Metropolitan Opera）從1952-60年間曾多次在此演出。貓王於1957年在此舉行演唱會，為美國國外首次。葛培理亦於1955年在此舉行佈道會。

### 三人共治時期：1961年–1971年
史邁夫於1961年將其大部分楓葉園有限公司股份售予由其子史他佛（Stafford Smythe）與巴拉德（Harold Ballard）和巴塞特（John Bassett）組成的財團。財團其後陸續增加楓葉園的座位數目，到1968年場館舉行冰球賽事時可容納16485名觀眾。
拳王穆罕默德·阿里（本名小卡修斯·馬塞勒斯·克萊）定於1966年參與在楓葉園舉行的一場拳擊賽；史邁夫不認同阿里在越戰期間拒絕服役的立場，又認為楓葉園有限公司同意舉辦該場拳擊賽是把盈利放於首位的舉動，因此他於同年3月辭去該公司董事局席位。
|          | 美國沒有一處地方同意舉辦該場拳擊賽，因為克萊拒絕徵召入伍，並為一國之恥。楓葉園是由一眾為國而戰的男士—體育健將—所建成。此處不容拒絕為國服役的人士。楓葉園為多種用途而設，但人棄我取並不在此其中。 |
| ——史邁夫 | |

巴拉德和史他佛·史邁夫於1969年被指從楓葉園有限公司盜取款項，並由公司支付個人開銷以避繳入息稅。該等指控令巴塞特與兩人的關係惡化，兩人亦於同年被解僱。然而兩人仍擁有公司近半股權，並於翌年重拾董事局的控制。眼見形勢不利，巴塞特於1971年9月將其股份售予兩人。史他佛·史邁夫則於六星期後去世，其家人嘗試將其股份留在史邁夫家族中，但巴拉德於1972年2月成功購入該等股份，遂成為楓葉隊和楓葉園的多數東主。巴拉德因逃稅罪名成立入獄後，楓葉園及楓葉隊事務暫時由其兒子比爾（Bill Ballard）管理。

### 巴拉德時期：1972年–1990年
世界冰球協會（World Hockey Association，WHA）旗下渥太華國家隊（Ottawa Nationals）的領導團隊早期曾與巴拉德商討將該隊置於楓葉園，但沒有成事。該隊並未受渥太華球迷大力支持，每場賽事平均得約三千人入場。渥太華市政府於1973年3月（即該球季結束前不久）要求該隊支付10萬元保證金，以確保該隊來季在渥太華市立中心體育館（Ottawa Civic Centre）作賽。該隊反而決定離開渥太華，並於楓葉園進行該球季的主場季後賽。在楓葉園舉行的兩場季後賽分別有五千人和四千人入場。該球季完結後球隊售予巴塞特的兒子約翰（John F. Bassett）並於1973年6月正式遷至多倫多，成為多倫多多羅隊（Toronto Toros）。
約翰·巴塞特原本計劃多羅隊在加拿大博覽會會址的體育館作賽，但該場館的改建計劃受比爾·巴拉德反對，多羅隊遂於1973-74年球季於多倫多大學體育館作賽。多羅隊其後與比爾達成協議，該隊從1974-75年球季起在楓葉園作賽，租金為每場賽事15000元。老巴拉德其後服刑完畢獲釋並重掌楓葉園公司；他因WHA成立早期大舉從楓葉隊招攬球員導致該隊水平下降，遂極度厭惡該聯賽。多羅隊在楓葉園舉行首場賽事時場館一片漆黑，老巴拉德要求該隊支付3500元才開燈。老巴拉德亦禁止多羅隊使用楓葉隊的更衣室，逼使多羅隊斥資55000元興建其專用更衣室。多羅隊在往後兩季的入場人數陸續下降，加上在楓葉園作賽的條件苛刻，該隊遂於1976年遷至阿拉巴馬州伯明翰，成為伯明翰公牛（Birmingham Bulls）。

### 楓葉體娛時期：1991年–2003年

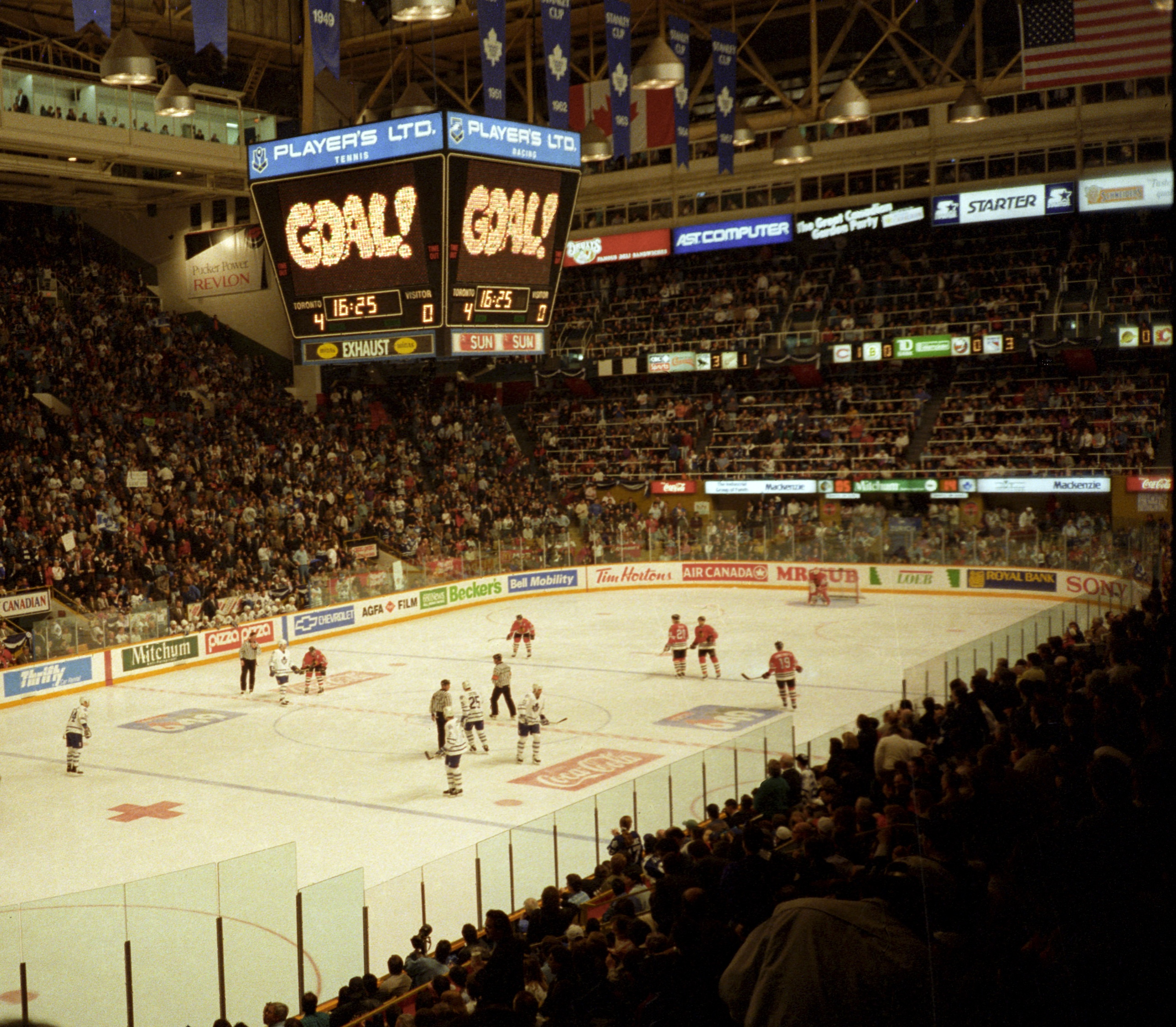
1994年NHL季後賽，楓葉隊在楓葉園迎戰芝加哥黑鷹

老巴拉德於1990年4月去世，他的遺囑由史他夫羅（Steve Stavro）等三人執行。巴拉德於1980年從莫爾森釀酒公司（Molson）借取的2千萬元貸款於1991年由史他夫羅償還完畢，史他夫羅遂獲取優先權購入巴拉德的楓葉園股份；他於1994年以每股34元，合共7500萬元購入該筆股份。此外莫爾森公司亦同意將其楓葉園股份售予史他夫羅，並於1994年完成。交易獲證監會批准後，史他夫羅及其MLG風險投資公司伙伴正式成為楓葉隊和楓葉園的東主。
到了1990年代，楓葉園設施不敷應用，並缺乏可增加球隊收入的豪華包廂，楓葉園公司遂在市内物色地點興建一座全新場館。新成立的NBA多倫多速龍正計劃在聯合車站旁興建一座室内場館（加拿大航空中心，即今豐業銀行體育館），但楓葉隊起初無意在該場館作賽。然而楓葉園公司則於1998年收購速龍隊及其場館項目，並改動場館原有專注籃球賽事的設計，以便其容納楓葉隊的冰球賽。MLG風險投資公司其後私有化楓葉園公司，兩者並正式合併為楓葉體育及娛樂公司（Maple Leaf Sports & Entertainment）。速龍隊在楓葉園的最後一場賽事於1999年2月9日舉行，而楓葉隊在此的最後一場賽事則於同月13日舉行，以2-6不敵芝加哥黑鷹，楓葉園連續67年作為楓葉隊主場的地位亦以此告終。
國家袋棍球聯盟（NLL）的多倫多岩石隊於1999年和2000年賽季期間以楓葉園作其主場館，岩石隊在該兩季皆贏取NLL冠軍盃，成為楓葉園最後一支冠軍球隊。岩石隊於2001年遷往加拿大航空中心後，楓葉園亦大致丟空。

### 羅布勞與懷雅遜時期：2004年至今

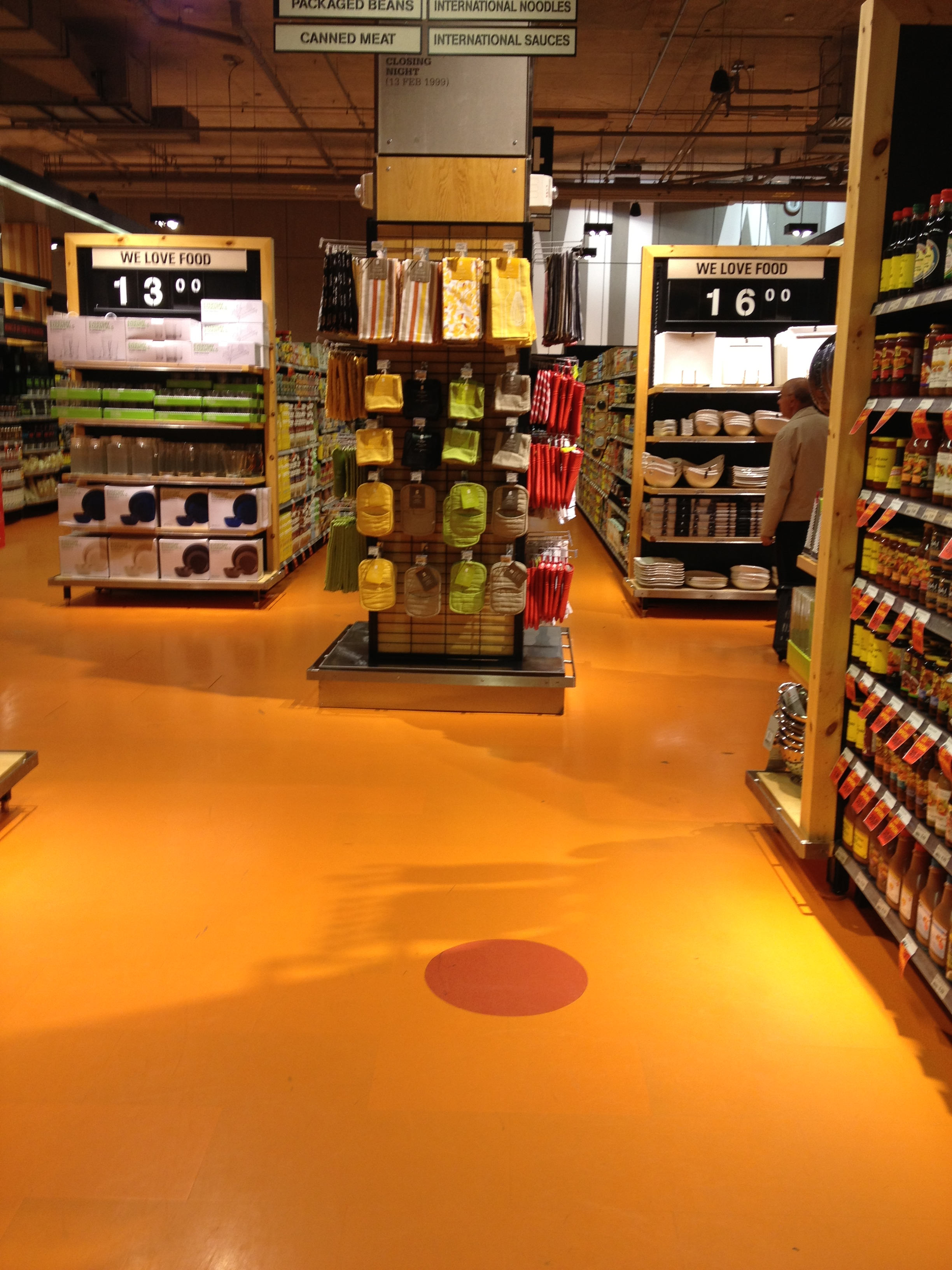
羅布勞超市地上的紅色圓點標誌着原楓葉園冰球場的正中央

楓葉體娛拒絕將楓葉園售予任何計劃將之繼續用作體育館並與加拿大航空中心競爭的機構，當中包括安大略冰球聯盟旗下多倫多聖米高少校隊（Toronto St. Michael's Majors）和NHL渥太華參議員兩支球隊的東主梅爾尼克（Eugene Melnyk）。場館終在2004年以1200萬元售予加拿大最大型食品零售商羅布勞公司（Loblaws），條件為羅布勞不將之用作體育及娛樂設施，但楓葉體娛最終同意讓羅布勞在場館内設一小型室内體育館。
羅布勞於2009年與懷雅遜大學達成協議，兩者同意斥資6千萬元改建場館。改建後的楓葉園較低樓層設有一間羅布勞超市，頂層則為懷雅遜大學的體育設施，當中包括健身室和可容納2796名觀眾的室内冰球場。加拿大聯邦政府於同年11月30日宣布為項目提供2千萬元撥款。項目於同年末動工，新設的羅布勞超市則於2011年11月30日開幕。懷雅遜大學則於同月29日宣布獲馬塔米住宅建築公司（Mattamy Homes）行政總裁基爾根（Peter Gilgan）捐贈1500萬元，楓葉園頂層的體育設施遂以該公司命名為園内馬塔米體育中心（Mattamy Athletic Centre at the Gardens）。體育中心工程於2012年夏季完成，並成為懷雅遜公羊（Ryerson Rams）冰球隊、籃球隊和排球隊的主場館。

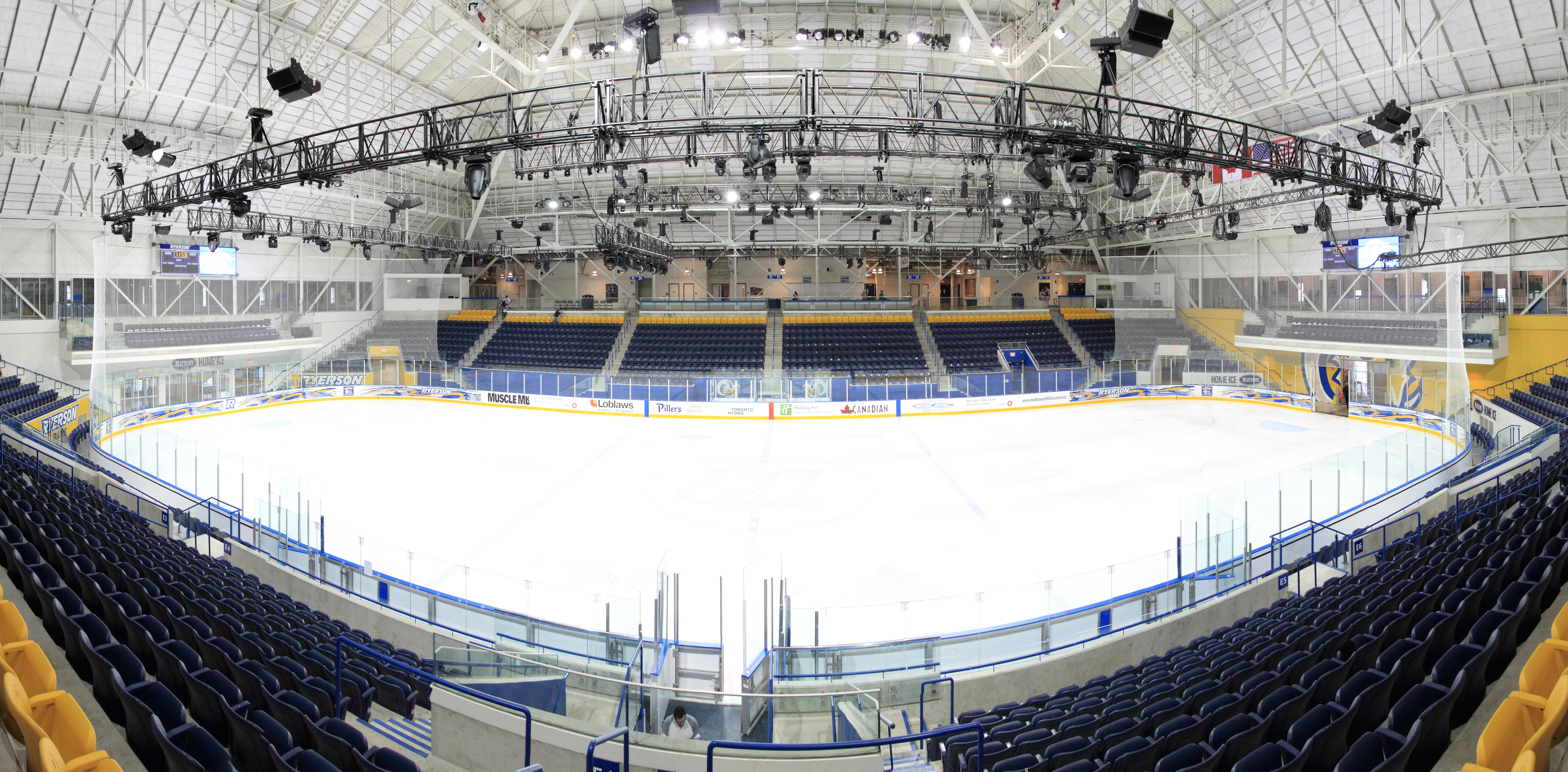
馬塔米體育中心冰球場設於楓葉園三樓

加拿大袋棍球聯盟（CLax）於2012年夏季宣布將奧沙華機械隊（Oshawa Machine）的主場館遷至馬塔米體育中心，並改隊名為多倫多隕星（Toronto Shooting Stars）；該隊在楓葉園作賽僅一季便倒閉。
馬塔米體育中心於2015年以「懷雅遜體育中心」（Ryerson Athletic Centre）的名義主辦泛美運動會的籃球賽事，以及傷殘泛美運動會的輪椅籃球賽事。此外，2017年不敗雄心運動會（Invictus Games）的室内划艇、力量舉重、坐式排球、輪椅籃球和輪椅欖球賽事亦在此舉行。